# شوجو مانگا

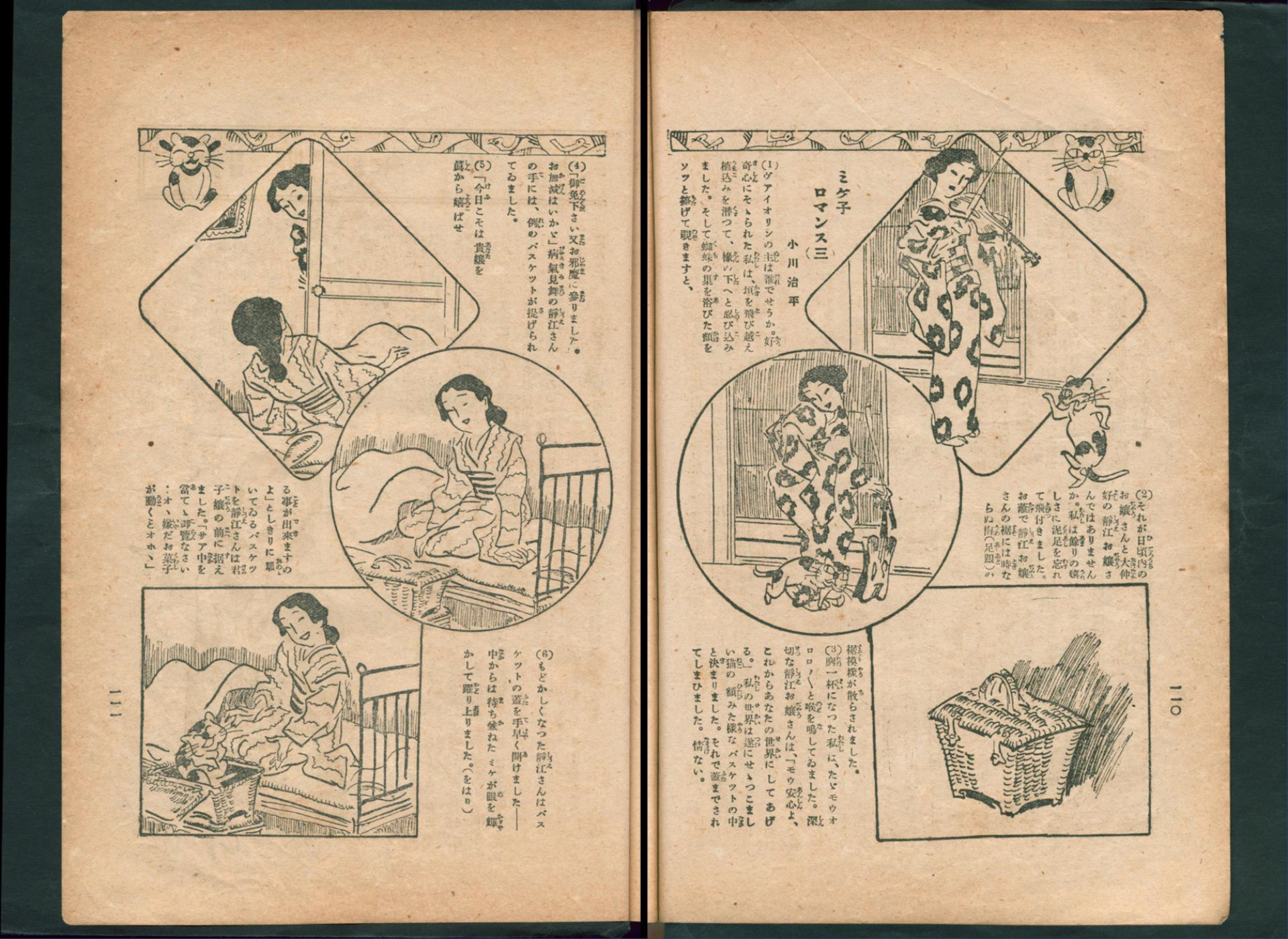
شوجو مانگا

شوجو مانگا (ژاپنی: 少女漫画 هپبورن: shojo or shoujo manga) به بخشی از مانگا گفته می‌شود که مخصوص دخترهای نوجوان در گروه سنی ۱۰ الی ۱۸ سال است. عبارت شوجو به معنای «دختر جوان» اغلب با تمرکز بر روی روابط احساسی و رومانتیک انسان‌ها است و کمتر حادثه درون آن به چشم می‌خورد، اما این نوع مانگاها می‌توانند در زمینه علمی–تخیلی، ورزشی، درام و ترسناک هم باشند. بیش از نیمی از زنان ژاپنی زیر ۴۰ سال به‌طور منظم مانگا می‌خوانند و اگر تنها دختران نوجوان را حساب کرد این رقم به ۷۵٪ خواهد رسید. معادل این سبک برای مخاطبان مذکر با عنوان شونن مانگا به معنی کامیک برای پسرها شناخته می‌شود. مثال‌هایی برای سبک شوجو می‌توان به سیلر مون، شوالیه‌های جادویی، کابوی بیباپ، فروتس بسکت، نانا، ومپایر نایت و گل دیواری اشاره کرد.